# Hannelore Baron
Hannelore Baron foi uma artista germano-americana conhecida por suas colagens e assemblages que exploram temas de trauma, memória e sobrevivência. Suas obras, que frequentemente utilizavam materiais encontrados e fragmentos de objetos antigos, refletem uma profunda resposta pessoal às experiências de guerra e deslocamento, bem como uma busca por compreensão e cura. Embora seu trabalho seja amplamente reconhecido por seu impacto emocional e por sua habilidade em traduzir sofrimento em arte, Baron só recebeu reconhecimento público mais amplo após sua morte.

## Contexto Biográfico e Influências
Hannelore Baron nasceu em Dillingen, Alemanha, em 1926, e sua infância foi profundamente marcada pelas tensões do período nazista. Em 1939, sua família fugiu para escapar da perseguição nazista, emigrando para os Estados Unidos em 1941. Essa experiência de exílio e os traumas de uma infância em meio à violência e opressão deixaram marcas que influenciariam profundamente sua arte. O medo, a perda e o deslocamento emocional que viveu tornaram-se temas centrais em seu trabalho, que frequentemente reflete uma busca por ressignificar esses episódios dolorosos.
A partir da década de 1960, quando começou a trabalhar seriamente como artista, Baron desenvolveu uma linguagem visual que fundia influências do modernismo europeu com as explorações da arte contemporânea americana. Seu estilo lembra o expressionismo abstrato, a arte bruta e, em alguns aspectos, o dadaísmo, refletindo sua preferência por composições fragmentadas e caóticas.